# Bankston (Alabama)
Bankston (anteriormente Bank's Tank, Bucksnort e Byler) é uma comunidade não incorporada localizada no condado de Fayette, no estado norte-americano do Alabama.